# 1952
1952 (MCMLII) fue un año bisiesto comenzado en martes según el calendario gregoriano.

## Acontecimientos

### Enero
- En Estados Unidos, el científico Jonas Salk produce la primera vacuna contra el poliomielitis.
- 2 de enero: la República Democrática Alemana se niega a que una comisión de la ONU prepare la organización de elecciones libres en su territorio.
- 3 de enero: en la provincia de Erzurum (Turquía) se registra un terremoto de 5.8 que deja 40 muertos.
- 4 de enero: en la ciudad de Córdoba (Argentina), el médico recién recibido Che Guevara (23) y su amigo, el bioquímico Alberto Granado (29) inician su viaje en moto por Latinoamérica.
- 5 de enero: en París se estrena Esperando a Godot, obra del teatro del absurdo de Samuel Beckett.
- 12 de enero: en la Ciudad de México se inaugura el Televicentro (actual Televisa Chapultepec).
- 14 de enero: en Nueva York, el canal de televisión NBC emite por primera vez el noticiero matutino y de conversación Today.
- 19 de enero: Colombia ingresa en la guerra de Corea a favor de Esatdos Unidos.

### Febrero
- 1 de febrero: en España se estrena la película La niña de la venta, dirigida por Ramón Torrado y protagonizada por Lola Flores y Manolo Caracol.
- 1 de febrero: en Milán (Italia), Enrico Baj y Sergio Dangelo publican el Manifiesto de la pintura nuclear.
- 1 de febrero: en Nueva York (Estados Unidos), la Asamblea General de la ONU condena a la Unión Soviética por violar el tratado chino-soviético de amistad, firmado en 1945.
- 6 de febrero: en el Reino Unido, Isabel II asciende al trono al fallecer su padre Jorge VI.
- 7 de febrero: en Estados Unidos, el presidente Harry S. Truman fórmula unas declaraciones a la prensa en contra de la intolerancia de la dictadura de Franco en materia de religión y de expresión.
- 15 de febrero: en España se decreta un proyecto de ley sobre electrificación e industrialización de la provincia de Badajoz.
- 16 de febrero: Grecia y Turquía se adhieren oficialmente a la OTAN.
- 19 de febrero: en Argentina, el presidente democrático Juan Domingo Perón proclama la necesidad de incrementar rápidamente en Argentina la producción agrícola y minera y reducir el consumo de carne para aumentar las reservas de divisas.
- 21 de febrero: en Daca (Pakistán Oriental), la policía pakistaní asesina a decenas de estudiantes y activistas políticos que reclamaban la igualdad de su lengua materna, el bengalí.
- 21 de febrero: en Londres (Reino Unido), Winston Churchill decreta la desaparición del documento de identidad.
- 23 de febrero: en el marco de la carrera armamentista entre Estados Unidos y la Unión Soviética la OTAN proestadounidense aprueba un plan de rearme de más 300 000 millones de dólares.
- 26 de febrero: Vicente Massey juramenta como el primer gobernador general canadiense nacido en Canadá.

### Marzo
- 1 de marzo: en Uruguay asume la presidencia el «Colegiado».
- 3 de marzo: en Puerto Rico se aprueba la Constitución actual.
- 4 de marzo: en Japón se registra un fuerte terremoto de 8,1 y un tsunami que dejan 33 muertos y 287 heridos.
- 10 de marzo: en La Habana (Cuba), el general golpista Fulgencio Batista encabeza un golpe de Estado contra el presidente democrático Carlos Prío Socarrás.
- 15 de marzo: en Cilaos (isla Reunión, en el océano Índico) se registra la lluvia más abundante en 24 h (desde que se lleva registro científico): 1870 mm.
- 21 de marzo: en algún lugar del planeta se realiza el primer concierto de música rock de la historia.

### Abril
- 1 de abril: en el área 5 del sitio de pruebas nucleares de Nevada, Estados Unidos detona la bomba atómica Able (o sea "A"), de 1 kilotón), dejándola caer desde un avión. Es la primera (de ocho) de la operación Tumbler-Snapper.
- 9 de abril:
  - En Bolivia, el Movimiento Nacionalista Revolucionario se enfrenta al gobierno del presidente militar Hugo Ballivián Rojas en las calles de la ciudad de La Paz y Oruro. Estalla la Revolución Nacional Boliviana.
  - Tragedia en la iglesia de Santa Teresa, en la Basílica de Santa Teresa, en Caracas, Venezuela, después de que uno de los presentes gritara que había un incendio y provocara la estampida. Como resultado de la asfixia y el aplastamiento, 46 personas murieron y 115 resultaron heridas.
- 11 de abril: en Bolivia, tras los hechos de la Revolución del 9 de abril, asume el mando de forma interina Hernán Siles Zuazo el cargo de presidente, mientras Víctor Paz Estenssoro regresa de su exilio en Argentina.
- 15 de abril: Victor Paz Estenssoro llega a La Paz (Bolivia) y asume el cargo de presidente de la república.
- 15 de abril: en el área 7 del sitio de pruebas nucleares de Nevada, Estados Unidos detona la bomba atómica Baker (o sea "B"), de 1 kilotón), dejándola caer desde un avión. Es la segunda (de ocho) de la operación Tumbler-Snapper.
- 22 de abril: en el área 7 del sitio de pruebas nucleares de Nevada, Estados Unidos detona la bomba atómica Charlie (o sea "C"), de 31 kilotones), dejándola caer desde un avión. Es la tercera de la operación Tumbler-Snapper. Unos 7350 soldados que participan del ejercicio militar Desert Rock IV harán entrenamiento de manera no voluntaria durante la explosión y quedarán expuestos a la radiación.

### Mayo
- 1 de mayo: en Plaza de Mayo (Buenos Aires), Evita Perón pronuncia su último mensaje ante el pueblo. (Fallecerá de cáncer el 26 de julio de este año).

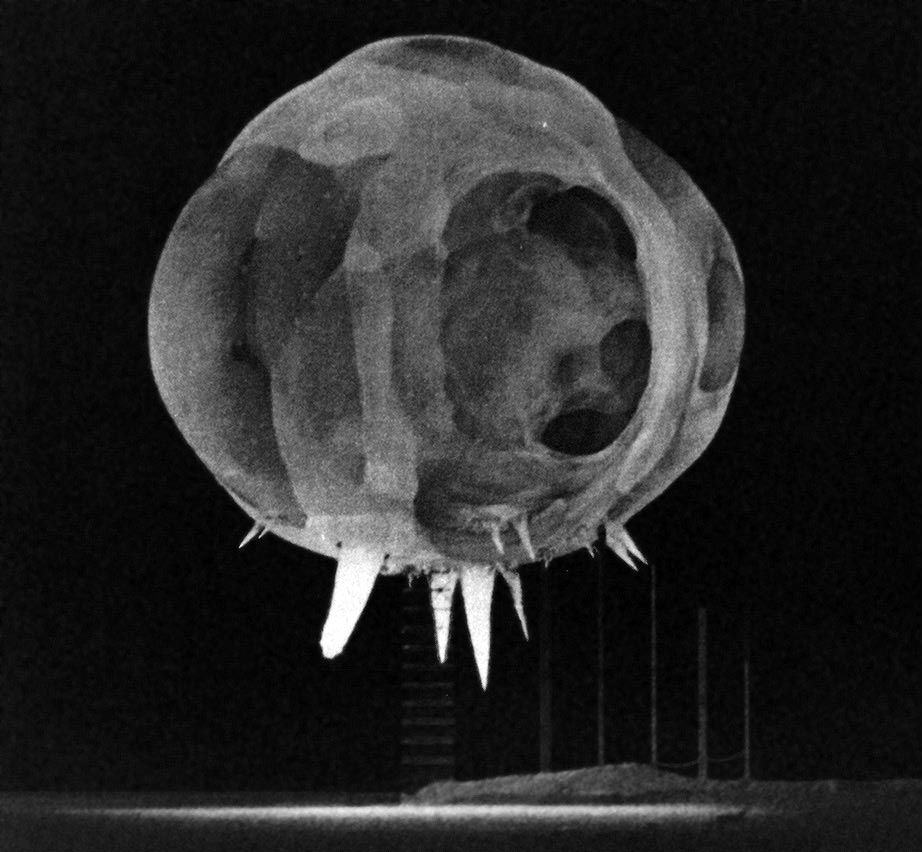
Fotografía tomada pocos milisegundos después de la detonación de una de las ocho bombas atómicas de la operación Tumbler-Snapper. (La torre de la detonación se puede ver débilmente en el «rayo» central inferior).

- 1 de mayo: en el área 7 del sitio de pruebas nucleares de Nevada, Estados Unidos detona la bomba atómica Dog (o sea "D"), de 19 kilotones), dejándola caer desde un avión. Es la cuarta (de ocho) de la operación Tumbler-Snapper. Unos 7350 soldados que participan del ejercicio militar Desert Rock IV harán entrenamiento durante la explosión y quedarán expuestos de manera no voluntaria a la radiación.
- 2 de mayo: en Venezuela, se funda el Parque Nacional Sierra Nevada, ubicado unos 700 km al oestesuroeste de Caracas.
- 2 de mayo: se introduce en el mercado aeronáutico el avión De Havilland Comet.
- 7 de mayo: en el área 1 del sitio de pruebas nucleares de Nevada, Estados Unidos detona desde una torre la bomba atómica Easy (o sea "E"), de 12 kilotones). Es la quinta (de ocho) de la Operación Tumbler-Snapper. Unos 7350 soldados que participan del ejercicio militar Desert Rock IV harán entrenamiento durante la explosión y quedarán expuestos de manera no voluntaria a la radiación.
- 10 de mayo: en México, el ingeniero Guillermo González Camarena inaugura de forma oficial el canal de televisión El 5* en un festival del Día de las Madres (dicho canal sigue en activo).
- 17 de mayo: en la República Dominicana, Héctor Bienvenido Trujillo es elegido presidente.
- 25 de mayo: en el área 4 del sitio de pruebas nucleares de Nevada, Estados Unidos detona desde una torre la bomba atómica Fox (o sea "F"), de 11 kilotones). Es la sexta (de ocho) de la operación Tumbler-Snapper. Unos 7350 soldados que participan del ejercicio militar Desert Rock IV observarán la explosión y quedarán expuestos de manera no voluntaria a la radiación.
- 27 de mayo: XXXV Congreso Eucarístico Internacional.
- 27 de mayo: se inaugura el Hospital Militar Vázquez Bernabéu ente los municipios valencianos de Mislata y Cuart de Poblet.

### Junio
- 1 de junio: en el área 3 del sitio de pruebas nucleares de Nevada, Estados Unidos detona desde una torre la bomba atómica George (o sea "G"), de 15 kilotones). Es la séptima y penúltima de la operación Tumbler-Snapper. Unos 7350 soldados que participan del ejercicio militar Desert Rock IV harán entrenamiento durante la explosión y quedarán expuestos de manera no voluntaria a la radiación.
- 4 de junio: en Buenos Aires, el presidente Juan Domingo Perón asume su segundo mandato (1952-1958), aunque sería derrocado en 1955.
- 5 de junio: en el área 2 del sitio de pruebas nucleares de Nevada, Estados Unidos detona desde una torre la bomba atómica How (o sea "H"), de 14 kilotones). Es la octava y última de la operación Tumbler-Snapper, y la número 32 del total de 1054 bombas atómicas que hizo detonar ese país entre 1945 y 1992. En esta ocasión nadie fue expuesto a la radiación.
- 10 de junio: un terremoto de 6,8 deja 5 fallecidos en la Provincia de San Juan en Argentina.
- 15 de junio: en el norte del estado mexicano de Chiapas, el arqueólogo mexicano Alberto Ruz, descubrió la cámara funeraria del Ahau Pakal.
- 28 de junio: en Long Beach (California) se realiza por primera vez el certamen moderno de Miss Universo.

### Julio
- 5 de julio: en Londres (Reino Unido) el último viejo tranvía corre; esta moda de transporte no retornará a la ciudad hasta 2000.
- 6 de julio: en México se llevan a cabo elecciones presidenciales en donde es elegido en medio de un ambiente de protesta el candidato oficialista Adolfo Ruiz Cortines.
- 19 de julio: en Finlandia se inauguran los Juegos Olímpicos de Helsinki 1952.
- 21 de julio: en el condado de Kern (estado de California) se registra un fuerte terremoto de 7,3 que deja 12 fallecidos y cientos de heridos.
- 25 de julio: en Puerto Rico entra en vigor la constitución del Estado Libre Asociado de Estados Unidos.
- 26 de julio: El 26 de julio fallece Evita Perón, primera dama de Argentina (1946-1952) a los 33 años de edad. Imagen del sepelio en Buenos Aires.

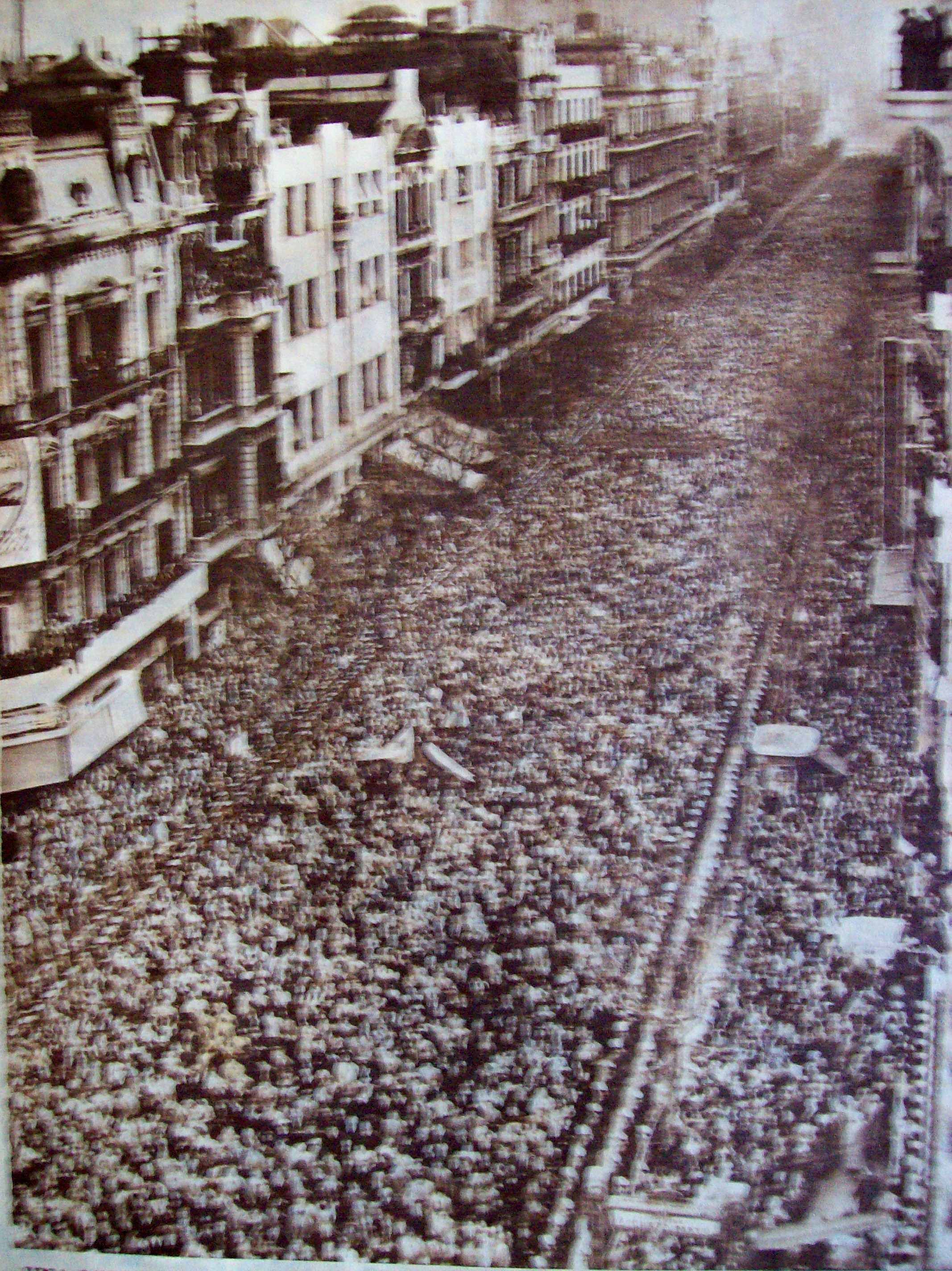
El 26 de julio fallece Evita Perón, primera dama de Argentina (1946-1952) a los 33 años de edad. Imagen del sepelio en Buenos Aires.

  - en El Cairo (Egipto) un golpe de Estado derroca al rey Faruk I.
  - en Buenos Aires fallece de cáncer la líder Evita Perón, esposa del presidente Juan Domingo Perón.

### Agosto
- 3 de agosto: clausura de los Juegos Olímpicos de Helsinki 1952.
- 10 de agosto: en México se establece la primera programación oficial del Canal 5 que 3 meses atrás había inaugurado Guillermo González Camarena.
- 11 de agosto: en Jordania el Parlamento depone al rey Talal debido a que está imposibilitado para gobernar por sufrir de esquizofrenia.
- 12 de agosto: en Moscú, en la Unión Soviética, la noche del 12 a 13 de agosto, son ejecutados 13 artistas yiddish en secreto bajo órdenes de Iósif Stalin en el sótano de la prisión Lubyanka en Moscú.
- 16 de agosto: en el condado de Devon, en Inglaterra, sucede una inundación catastrófica; 34 fallecidos.
- 18 de agosto: un terremoto de 7,5 sacude la región del Tíbet dejando un saldo de 54 víctimas mortales.

### Septiembre
- 6 de septiembre: en Bogotá se vivió una serie de incendios de origen criminal perpetrados por manifestantes contrarios al Partido Liberal Colombiano en el contexto del periodo conocido como La Violencia.
- 10 de septiembre: en Europa comienza la primera sesión de los 78 diputados de la Asamblea de la Comunidad Europea del Carbón y del Acero, antecesora del Parlamento Europeo.[1]
- 29 de septiembre: durante la dictadura de Marcos Pérez Jiménez, la Guardia Nacional de Venezuela perpetra la masacre de Turén como represalia a un levantamiento campesino, donde según algunos estimados mataron a más de cien personas.[2][3]

### Octubre

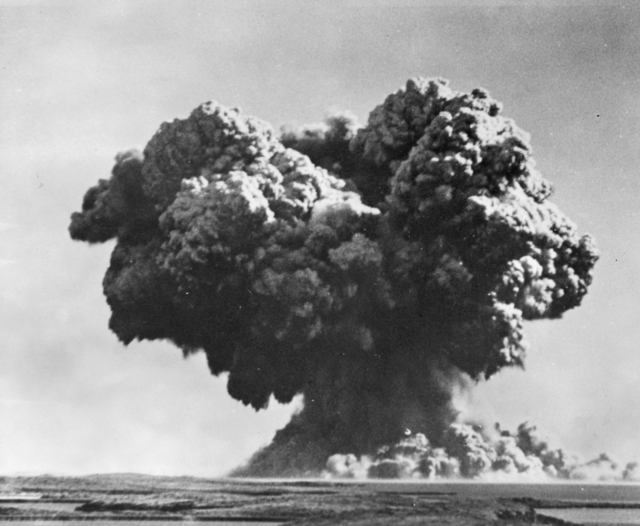
Fotografía de la explosión de Hurricane, la primera bomba atómica británica, el 3 de octubre de 1952.

- 3 de octubre: a las 16:59, dentro de un barco anclado en la isla Trimouille (al norte de Australia), Reino Unido detona su primera bomba atómica, Hurricane, de 25 kilotones (la misma potencia que Fat Man, la segunda y última bomba atómica utilizada contra población civil, en Nagasaki, el 9 de agosto de 1945). Reino Unido se convierte en la tercera nación que posee bombas atómicas en todo el mundo.
- 7 de octubre: se inventa el código de barras.
- 8 de octubre: en el Reino Unido, ocurre el accidente ferroviario el más grave en los tiempos de paz del país. Tres trenes chocan a la estación de Harrow & Wealdstone, próxima de Londres; 112 personas fallecen y 340 son heridas.
- 24 de octubre: el huracán Fox, de categoría 5, atraviesa la isla de Cuba con vientos de 280 km/h.[4]
- 27 de octubre: en Lima (Perú) se inaugura el Estadio Nacional José Díaz.
- 31 de octubre: en el atolón de Enewetak (Islas Marshall), Estados Unidos hace detonar a Ivy Mike (la primera bomba de hidrógeno), a las 19:15 (hora mundial) o a las 7:15 del 1 de noviembre (hora local).
- 31 de octubre: en Catavi (Bolivia) se firma el decreto de nacionalización de las minas que pertenecían a los "Barones del Estaño".

### Noviembre
- 3 de noviembre: en Chile, el general Carlos Ibáñez del Campo asume por segunda vez la presidencia de Chile (esta vez democráticamente) terminando la etapa de los «gobiernos radicales» e iniciándose los llamados «gobiernos independientes».
- 4 de noviembre:
  - Elecciones presidenciales de Estados Unidos de 1952. El republicano Dwight D. Eisenhower vence al demócrata Adlai Stevenson con una ventaja de 342 votos electorales para Eisenhower y 189 para Stevenson. Así, los republicanos acceden a la presidencia después de 20 años en la oposición.

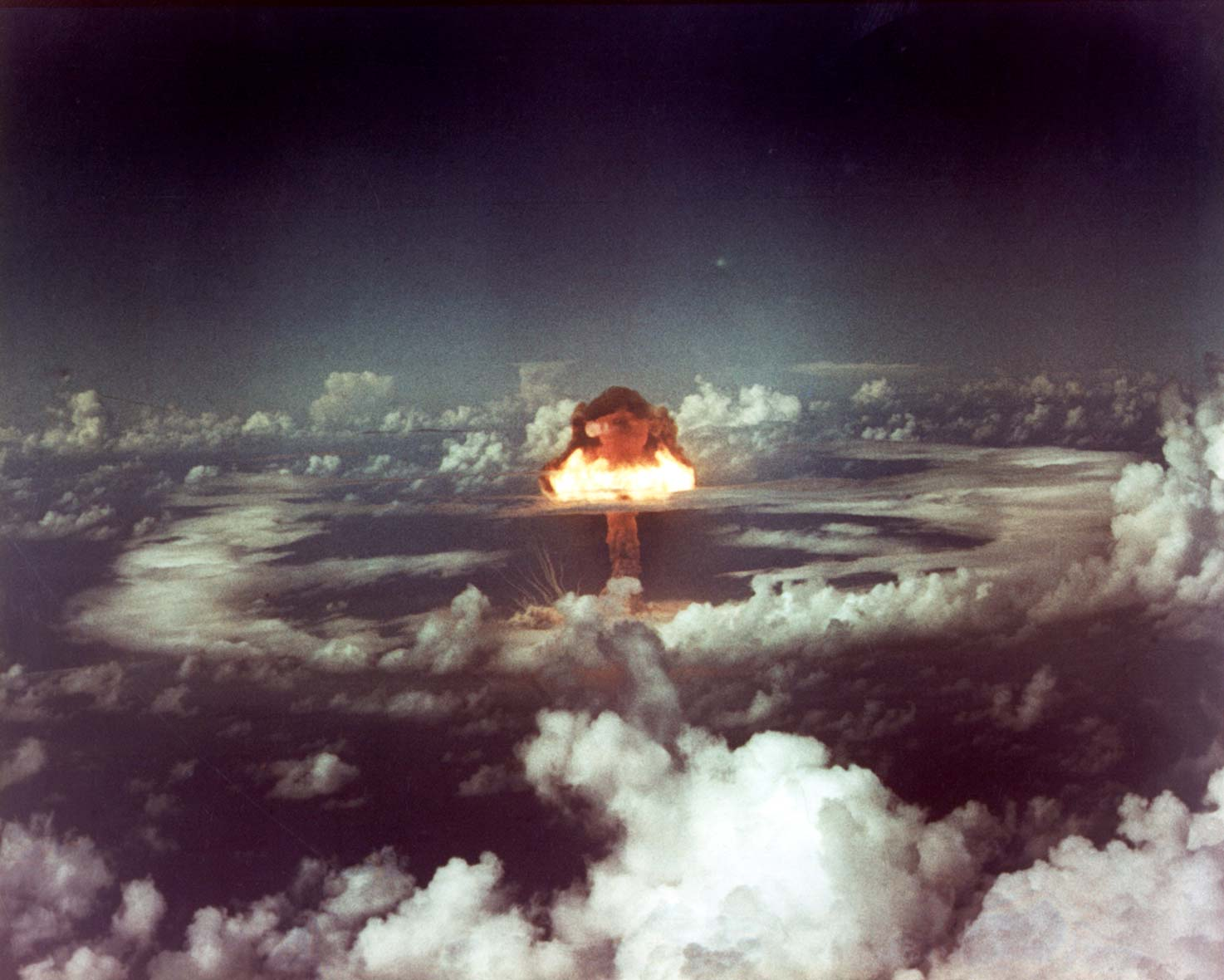
Hongo atómico de la bomba Ivy King (de 1952), vista desde el aire.

  - Hongo atómico de la bomba Ivy King (de 1952), vista desde el aire.Elecciones en Puerto Rico:Luis Muñoz Marin revalida la gobernación en Puerto Rico esta vez con 431,409 el 64.9% el segundo lugar fue para Fernando Milan del PIP con 126,228 el 19%, tercero Francisco López Domínguez (Partido Estadista Puertorriqueño) 85,591 12.9% y un último lugar para Luis R. Moczó (Partido Socialista Puertorriqueño) con 21,719 3.3 %
- 5 de noviembre: en la península de Kamchatka, Rusia, se registra un terremoto de 9,0 que provoca una serie de tsunamis que dejan más de 2.300 muertos.
- 16 de noviembre: en el atolón Enewetak (islas Marshall), a las 11:30, hora local (o a las 23:30, hora mundial), Estados Unidos hace detonar a 450 metros de altitud la bomba atómica Ivy King, de 500 kilotones.
- 20 de noviembre: en la Ciudad de México se inaugura el Estadio Olímpico Universitario.

### Diciembre
- 1 de diciembre: en México, Adolfo Ruiz Cortines toma posesión como presidente como su quincuagesimocuarto presidente para el mandato presidencial 1952-1958.
- 5 al 9 de diciembre: una gran niebla de contaminación atmosférica cubre la ciudad de Londres causando la muerte de 12,000 personas.
- 24 de diciembre: en Nueva Zelanda, ocurre el peor accidente ferroviario de la historia del país; mueren 151 personas y 20 desaparecidos.
- 30 de diciembre: en Londres (Reino Unido) Albert Gunter, ex operador de tanques, saltó con un bus de dos pisos sobre el Tower Bridge (Puente de la Torre) en movimiento, evitando una tragedia. Solo él sufrió una pierna rota.

## Nacimientos

### Enero
- 3 de enero: Esperanza Aguirre, política española.
- 7 de enero:
  - Valeria Lynch (María Cristina Lanceloti), cantante y actriz argentina.
  - Sammo Hung, actor, artista marcial, director, guionista y productor chino.
- 11 de enero:
  - Dawn Penn, cantante jamaicana de reggae.
  - Bille Brown, actor y dramaturgo australiano.
  - Belkisyolé Alarcón de Noya, médica venezolana.
- 16 de enero: Fuad II, rey egipcio.
- 17 de enero:
  - Luisa Albinoni, actriz, comediante, cantante y vedette argentina.
  - Ryuichi Sakamoto, músico, compositor y actor japonés.
- 19 de enero: María Guadalupe Guzmán Tirado infectóloga cubana.
- 20 de enero:
  - Paul Stanley, cantante y guitarrista estadounidense, de la banda Kiss.
  - Lil Rodríguez, periodista venezolana.
- 23 de enero: Ángela Carrasco, cantante dominicana
- 28 de enero: Cándido Méndez, sindicalista y político español.
- 29 de enero: Alejandro Honda, pintor mexicano.
- Enero: Lourdes Rensoli, poetisa cubana.

### Febrero
- 2 de febrero:
  - Park Geun-hye, presidenta surcoreana.
  - Carol Ann Susi, actriz estadounidense (f. 2014).
  - Fernando Morena, futbolista uruguayo.
- 4 de febrero:
  - Jenny Shipley, primera ministra neozelandesa.
  - Florina Lemaitre, actriz colombiana.
- 6 de febrero: Ricardo La Volpe, futbolista y entrenador argentino.
- 8 de febrero:
  - Consuelo Mariño, escritora española.
  - Daisuke Gōri, seiyū japonés (f. 2010).
- 12 de febrero:
  - Patricia Dal (Teresa Dal Maso), actriz, bailarina, exmodelo y exvedette argentina.
  - Simon MacCorkindale, actor británico (f. 2010).
  - Michael McDonald, cantante estadounidense, de la banda The Doobie Brothers.
- 13 de febrero: Soledad Silveyra actriz, conductura y jurado argentina
- 15 de febrero: Elsa Bornemann, escritora argentina (f. 2013).
- 19 de febrero: Rodolfo Neri Vela, astronauta mexicano.
- 22 de febrero: Marcos Caruso, actor brasileño.
- 25 de febrero: Flora de Pablo, doctora en medicina española, especialista en biología celular y molecular.
- 29 de febrero: Tim Powers, escritor estadounidense.

### Marzo
- 4 de marzo: Umberto Tozzi, cantante italiano.
- 12 de marzo: Rafael Lara Martínez, antropólogo, lingüista, crítico literario y escritor salvadoreño.
- 17 de marzo:
  - Barry Horne, activista británico (f. 2001).
  - Perla, cantante paraguayo-brasileña.
- 20 de marzo: Pastora Medina, política venezolana.
- 21 de marzo: Berenice Azambuja, cantante, compositora e instrumentista brasileña de música nativista.
- 24 de marzo: Quim Monzó, escritor español.
- 25 de marzo: Antanas Mockus, matemático y político colombiano.
- 26 de marzo:
  - Willington Ortiz, futbolista colombiano.
  - Didier Pironi, piloto de automovilismo francés (f. 1987).
- 28 de marzo:
  - Sergio Fachelli, cantante uruguayo.
  - Tony Brise: piloto británico de automovilismo (f. 1975).
- 31 de marzo:
  - Omar Chabán, empresario argentino (f. 2014).
  - Celmira Luzardo, actriz colombiana (f. 2014).
  - Aleksandar Srdjan, político y juez serbio

### Abril
- 1 de abril: László Tőkés, pastor y político húngaro de origen rumano.
- 3 de abril: Kantathi Suphamongkhon, político y diplomático tailandés.
- 6 de abril:
  - Udo Dirkschneider, músico alemán, de las bandas Accept y UDO.
  - Marilu Henner, actriz y escritora estadounidense.
- 8 de abril: Hermann Escarrá, político venezolano.
- 10 de abril: Hugo Broos, futbolista belga.
- 15 de abril: Glenn Shadix, actor estadounidense (f. 2010).
- 16 de abril: Billy West, actor de voz estadounidense.
- 17 de abril: Joe Alaskey, actor, comediante y locutor estadounidense (f. 2016).
- 18 de abril:
  - Jorge Boccanera, poeta y periodista argentino.
  - Reyes Tamez, investigador y político mexicano.
- 19 de abril: Alexis Argüello, boxeador y político nicaragüense (f. 2009).
- 21 de abril: Chelo Vivares, actriz española.
- 23 de abril: Jean-Dominique Bauby, periodista francés, sobreviviente de un ataque cerebral (f. 1997).
- 28 de abril:
  - Mary McDonnell, actriz estadounidense.
  - Leni Stern (Magdalena Thora), guitarrista, cantante y actriz alemana.

### Mayo
- 2 de mayo: Christine Baranski, actriz estadounidense.
- 6 de mayo: Christian Clavier, actor francés.
- 10 de mayo: Manuel Mora Morales, escritor y cineasta español.
- 11 de mayo:
  - Shohreh Aghdashloo, actriz iraní.
  - Frances Fisher, actriz británica.
  - Lobito Martínez, músico y compositor paraguayo.
- 18 de mayo: Ryūzaburō Ōtomo, seiyū japonés.
- 19 de mayo: Alfredo Barnechea, político peruano.
- 20 de mayo: Roger Milla, futbolista camerunés.
- 21 de mayo: Mr. T (Lawrence Tureaud), actor estadounidense.
- 23 de mayo: Federico Trillo, político español.
- 25 de mayo:
  - Susana Pérez, actriz cubana.
  - Petar Stoyanov, político y presidente búlgaro.
  - Mónica Vehil, actriz argentina, hermana de Miguel Ángel Solá.
- 27 de mayo: Rosa Díez, política española.

### Junio
- 1 de junio: Şenol Güneş, futbolista y entrenador turco.
- 2 de junio: Edgardo Mocca, politólogo y periodista argentino.
- 4 de junio: Bronislaw Komorowski, presidente polaco.

- 7 de junio:

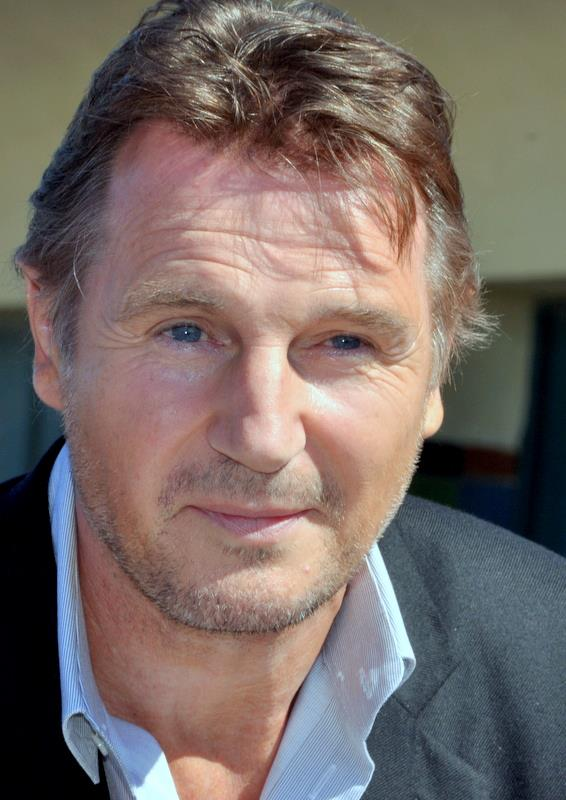
Liam Neeson

  - Liam Neeson, actor británico-norirlandés.
  - Orhan Pamuk, escritor turco.
- 11 de junio: Anote Tong, expresidente de kiribatí.
- 16 de junio:
  - Jerry Hadley, tenor estadounidense (f. 2007).
  - Salvador Pineda, actor mexicano.
  - César Cueto, futbolista peruano.
- 18 de junio:
  - Isabella Rossellini, actriz y modelo italiana.
  - Marcella Bella, cantante italiana.

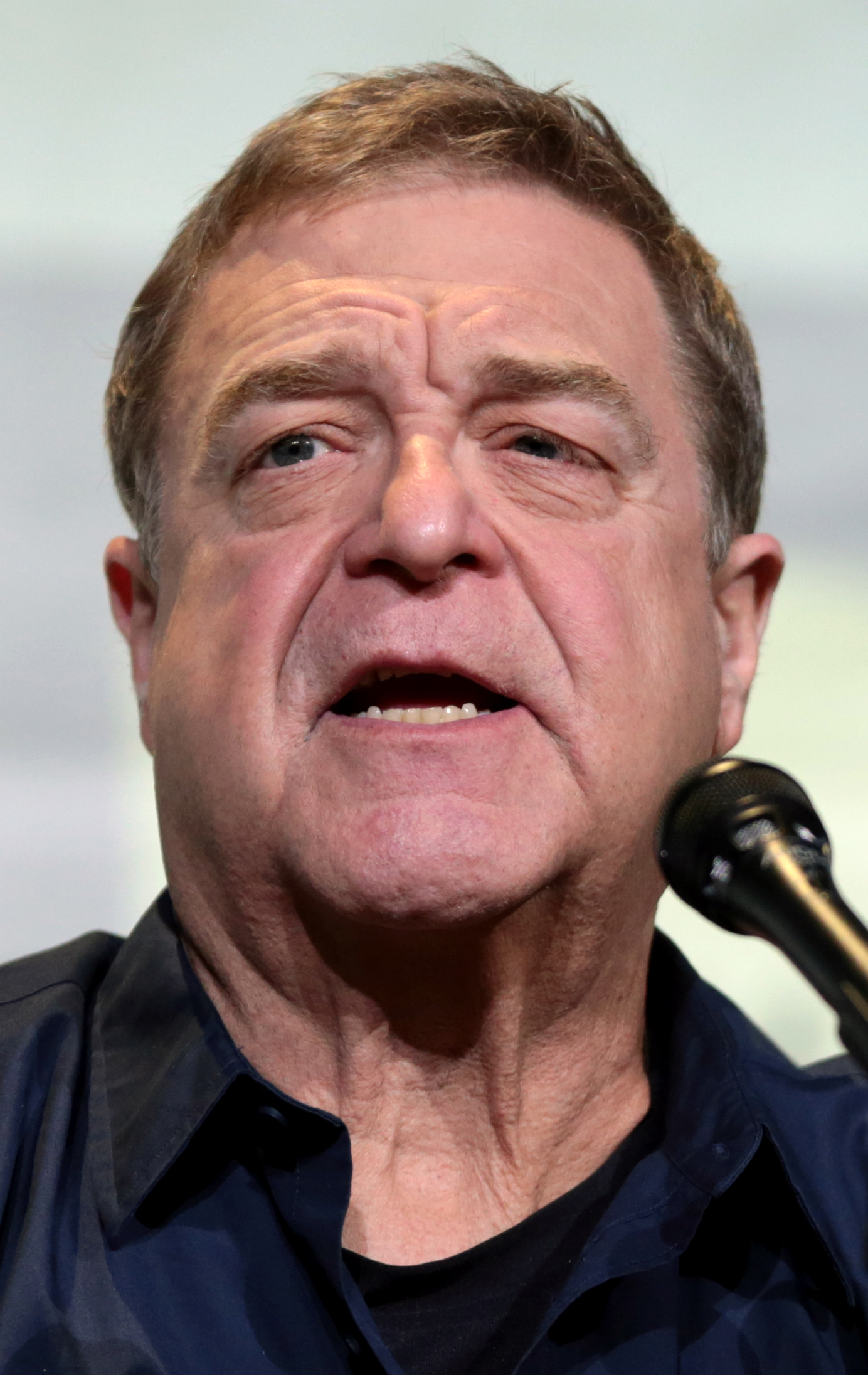
John Goodman

- 20 de junio: John Goodman, actor estadounidense.

### Julio
- 1 de julio: Dan Aykroyd, escritor, actor y guionista de cine canadiense.
- 3 de julio:
  - Lu Colombo, cantora italiana.
  - Laura Branigan, cantante estadounidense (f. 2004).
- 4 de julio: Álvaro Uribe Vélez, expresidente y senador político colombiano.
- 5 de julio:
  - Moisés Naím, escritor, columnista y político venezolano.
  - Néstor González González, militar venezolano.
- 6 de julio: Hilary Mantel, escritora británica.
- 7 de julio: Gregorio Morales, escritor español.
- 8 de julio: Nacho Martínez, actor español (f. 1996).
- 10 de julio:
  - Lee Hae-Chan, político surcoreano.
  - Liudmila Turíshcheva, gimnasta soviética.
- 11 de julio: Stephen Lang, actor estadounidense.
- 14 de julio: Enriqueta Ulloa, cantante boliviana.
- 15 de julio: Johnny Thunders, cantautor y guitarrista estadounidense de la banda New York Dolls (f. 1991).
- 16 de julio: Stewart Copeland, músico estadounidense.
- 17 de julio:
  - Carmen Balagué, actriz española.
  - David Hasselhoff, actor estadounidense.
- 21 de julio: Nelson Rodríguez Prado, periodista chileno.
- 22 de julio: Luis Fernando Duque, político colombiano.
- 26 de julio: Berenice Gómez, periodista venezolana (f. 2020).
- 27 de julio: Eduardo Milán, poeta, ensayista y crítico literario uruguayo.
- 29 de julio: Guillermo Heras, actor español.
- 30 de julio: Ilan Chester, cantautor venezolano.

### Agosto
- 1 de agosto:
  - Juan Ribó, actor español.
  - Takayuki Sugō, actor y actor de voz japonés.
- 3 de agosto: Nito Mestre, músico de rock argentino.
- 8 de agosto: Jostein Gaarder, escritor noruego.
- 9 de agosto: Àngel Ros, político español.
- 10 de agosto: Roberto Bailey, futbolista hondureño (f. 2019).
- 12 de agosto: Charlie Whiting, ingeniero británico, director de carreras de la Fórmula 1 (f. 2019).
- 16 de agosto: Sonia Silvestre, cantante y locutora dominicana.
- 17 de agosto:
  - Guillermo Vilas, tenista argentino.
  - Nelson Piquet, piloto brasileño de Fórmula 1.
- 18 de agosto: Patrick Swayze, actor, cantante y bailarín estadounidense (f. 2009).

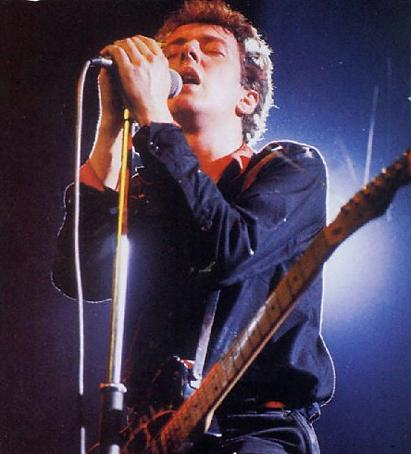
Joe Strummer

- 21 de agosto: Joe Strummer, músico británico.
- 22 de agosto: Giovanna Pollarolo, escritora peruana.
- 28 de agosto: Carlos Mata, cantante y actor venezolano.

### Septiembre
- 1 de septiembre: Benjamín Monterroso, futbolista y entrenador guatemalteco.
- 7 de septiembre: Ricardo Tormo, motociclista español (f. 1998).
- 8 de septiembre: Gloria Marcó, cantautora argentina de tango.
- 9 de septiembre: David A. Stewart, músico británico, de la banda Eurythmics.
- 10 de septiembre: Bruno Giacomelli, piloto de automovilismo italiano.
- 12 de septiembre:
  - Álvaro Ortega Madero, árbitro colombiano de fútbol (f. 1989).
  - Neil Peart, baterista canadiense, miembro de la banda Rush
- 16 de septiembre: Mickey Rourke, actor estadounidense.
- 17 de septiembre: Pedro Luis Ferrer, músico cubano.
- 18 de septiembre: Dee Dee Ramone, músico estadounidense.
- 20 de septiembre: Manuel Zelaya, político hondureño, presidente entre 2006 y 2009.
- 25 de septiembre:
  - Christopher Reeve, actor y cineasta estadounidense (f. 2004).
  - Ximena Aulestia, periodista y presentadora ecuatoriana.
- 27 de septiembre: Jorge Luis Bernal, entrenador colombiano de fútbol.
- 30 de septiembre: José Massaroli, historietista argentino.

### Octubre
- 5 de octubre: Duncan Regehr, actor y escritor canadiense.
- 7 de octubre:
  - Vladímir Putin, presidente ruso.
  - Serguéi Sviachenko, artista ucraniano.
- 14 de octubre: Rick Aviles, actor estadounidense (f. 1995).
- 18 de octubre: Héctor Lindo Fuentes, historiador salvadoreño.
- 19 de octubre: Verónica Castro, actriz, cantante y presentadora mexicana.
- 20 de octubre: Eliane Giardini, actriz brasileña.
- 21 de octubre:
  - Eduardo Kímel, periodista y escritor argentino (f. 2010).
  - Brent Mydland, tecladista estadounidense, de la banda Grateful Dead.
- 22 de octubre: Jeff Goldblum, actor estadounidense.
- 27 de octubre: Roberto Benigni, actor, humorista, guionista y director de cine y televisión italiano.
- 28 de octubre: Annie Potts, actriz estadounidense.

### Noviembre
- 3 de noviembre: Jim Cummings, actor de voz estadounidense.
- 5 de noviembre:
  - Teresa Rabal, actriz española.
  - Vandana Shiva, física, filósofa y escritora india.
- 8 de noviembre: Alfre Woodard, actriz estadounidense.
- 9 de noviembre: Jack Szostak, bioquímico británico, premio nobel de medicina en 2009.
- 10 de noviembre: Fernando Allende, actor y cantante mexicano.
- 13 de noviembre: Raquel Pankowsky, actriz y comediante mexicana (f. 2022).
- 14 de noviembre: Maggie Roswell, actriz estadounidense.
- 16 de noviembre: Shigeru Miyamoto, creador japonés de videojuegos.
- 18 de noviembre: Delroy Lindo, actor estadounidense de origen británico.
- 21 de noviembre: Eugenio Monesma, director de cine etnográfico y fotógrafo español.
- 24 de noviembre: Laura León, actriz, cantante, empresaria y conductora mexicana.
- 26 de noviembre: Paco Flores, entrenador español de fútbol.
- 28 de noviembre: S. Epatha Merkerson, actriz estadounidense.
- 29 de noviembre: Pedro Damián, productor, director, actor, escritor y guionista mexicano.
- 30 de noviembre:
  - Mandy Patinkin, actor y cantante estadounidense.
  - Ramón Jesurún, dirigente deportivo y empresario colombiano, actual presidente de la Federación Colombiana de Fútbol.

### Diciembre
- 1 de diciembre: Pegi Young, cantante estadounidense (f. 2019).
- 3 de diciembre: Emeterio Cerro, poeta y dramaturgo argentino.
- 5 de diciembre: Günther Förg, artista alemán.
- 9 de diciembre: Estíbaliz Uranga, cantante española.
- 12 de diciembre: Manuel Rosales, político venezolano.
- 14 de diciembre: Graciela Alfano, actriz de cine, teatro y televisión, modelo y exvedette argentina.
- 15 de diciembre: Tormenta (Liliana Ester Maturano), cantante y compositora argentina.
- 16 de diciembre: Jorge Luis Pinto, entrenador colombiano de fútbol.
- 17 de diciembre: René Simões, entrenador brasileño de fútbol.
- 20 de diciembre:
  - Jenny Agutter, actriz británica.
  - Mercedes Bengoechea, sociolingüista feminista.
- 26 de diciembre: Mutabaruka, dub poeta y rastafari jamaiqueño.
- 30 de diciembre: Jesús Ferrero, escritor español.

### Fechas desconocidas
- Urvashi Butalia, escritora, editora y activista feminista india.
- Ami Koita, cantante maliense.
- Francisco Laureana, joven argentino, acusado de ser un asesino serial; acribillado por la policía a los 22 años (f. 1975)
- Lucy Tovar, actriz mexicana (f. 2020).

## Fallecimientos

### Enero
- 11 de enero: Aureliano Pertile, tenor italiano (n. 1885).
- 18 de enero: Jerome Howard, actor estadounidense.
- 30 de enero: Alejo Bay, político mexicano (n. 1881).

### Febrero
- 6 de febrero: Jorge VI, rey británico entre 1936 y 1952.
- 18 de febrero: Enrique Jardiel Poncela, autor español.
- 19 de febrero: Knut Hamsun, escritor noruego, premio nobel de literatura en 1920.

### Marzo
- 1 de marzo: Mariano Azuela, escritor mexicano.
- 4 de marzo: Charles Scott Sherrington, fisiólogo británico, premio nobel de medicina en 1932.
- 11 de marzo: Pierre Renoir, actor francés de cine y teatro (n. 1885).
- 30 de marzo: Nikos Beloyannis, Político comunista griego(n. 1915).

### Abril
- 19 de abril: José Obeso Revuelta, político español.

### Mayo
- 6 de mayo: Maria Montessori, pedagoga y médica italiana
- 21 de mayo: John Garfield, actor estadounidense.

### Junio
- 9 de junio: Adolf Busch, violinista alemán.
- 20 de junio: Luigi Fagioli, piloto de automovilismo italiano (n. 1898).

### Julio
- 23 de julio: Agustín Bisio, poeta uruguayo (n. 1894).
- 26 de julio: Eva Perón, política argentina (n. 1919), fallecida por cáncer de útero; esposa del presidente Juan Domingo Perón.

### Agosto
- 13 de agosto: Wilm Hosenfeld, capitán alemán.(n. 1895).
- 12 de agosto: Leib Kvitko, poeta yiddish judío ucraniano, asesinado por orden de Iósif Stalin en la Noche de los Poetas Asesinados (n. 1890).
- 12 de agosto: David Bergelson, poeta yiddish judío ucraniano, asesinado por orden de Iósif Stalin en la Noche de los Poetas Asesinados (n. 1884).
- 12 de agosto: Itzik Feffer, poeta yiddish judío ucraniano, asesinado por orden de Iósif Stalin en la Noche de los Poetas Asesinados (n. 1900).
- 12 de agosto: Solomón Lozovski, poeta yiddish judío ucraniano, asesinado por orden de Iósif Stalin en la Noche de los Poetas Asesinados (n. 1878).
- 18 de agosto: Alberto Hurtado, sacerdote, jesuita y abogado chileno (n. 1901), fundador del Hogar de Cristo para niños huérfanos, maestro del sacerdote pedófilo Renato Poblete (1924‑2010), del catedrático y diácono pedófilo Hugo Montes (1926‑2022) y del sacerdote pedófilo Fernando Karadima (1930‑2021); canonizado en 2005 por el papa Benedicto XVI.[5]

### Octubre
- 3 de octubre: Alfred Neumann, guionista y escritor alemán.
- 9 de octubre: Robert H. Jackson, abogado y juez estadounidense.
- 12 de octubre: Marceliano Santa María, pintor español.

### Noviembre
- 18 de noviembre: Paul Éluard, poeta francés.
- 20 de noviembre: Benedetto Croce, filósofo, escritor y político italiano.
- 20 de noviembre: Gertrude Breslau Hunt, autora y conferencista socialista estadounidense. (n. 1869).

### Diciembre
- 23 de diciembre: Enrique Finot, historiador, escritor y diplomático hispanista boliviano (n. 1891).

## Arte y literatura
- 6 de enero: Dolores Medio obtiene el premio Nadal por su novela Nosotros, los Rivero.
- 11 de enero: se estrena en Madrid La tejedora de sueños, de Antonio Buero Vallejo.
- Ernest Hemingway: El viejo y el mar.
- Samuel Beckett: Esperando a Godot.
- Isaac Asimov: Las corrientes del espacio, Fundación e Imperio.
- Italo Calvino: El vizconde demediado.
- Agatha Christie: La señora McGinty ha muerto, El truco de los espejos; Una hija es una hija (bajo el seudónimo Mary Westmacott).
- Patricia Highsmith: Carol.
- John Steinbeck: Al este del Edén.
- Kurt Vonnegut: La pianola.
- C. S. Lewis: The Voyage of the Dawn Treader.
- Jean Anouilh: La alondra.
- Jacinto Benavente: Ha llegado Don Juan.
- Jean-Paul Sartre: Saint Genet comédien et martyr.

## Cine
- Candilejas película estadounidense dirigida por Charles Chaplin.
- Cantando bajo la lluvia película estadounidense dirigida por Stanley Donen y Gene Kelly.
- Cautivos del mal película estadounidense dirigida por Vincente Minnelli, ganadora de 5 Premios Óscar en 1953.
- El hombre tranquilo película estadounidense dirigida por John Ford, ganadora de 2 Premios Óscar en 1953.
- Horizontes lejanos película estadounidense dirigida por Anthony Mann.
- El mayor espectáculo del mundo película estadounidense dirigida por Cecil B. DeMille, ganadora de 2 Premios Óscar en la 25.ª edición, uno de ellos a la mejor película.
- El mundo en sus manos película estadounidense dirigida por Raoul Walsh.
- El Placer película francesa dirigida por Max Ophüls.
- Europa '51 película italiana dirigida por Roberto Rossellini.
- Ivanhoe película anglo-estadounidense dirigida por Richard Thorpe.
- Juegos prohibidos película francesa dirigida por René Clément, ganadora del Óscar a la mejor película de habla no inglesa en la 25.ª edición, el León de oro en La Mostra de Venecia de 1952, y el Premio Bafta a la mejor película en la VII edición.
- Madre película japonesa dirigida por Mikio Naruse.
- Operación Cicerón película estadounidense dirigida por Joseph L. Mankiewicz.
- París, bajos fondos película francesa dirigida por Jacques Becker.
- Solo ante el peligro película estadounidense dirigida por Fred Zinnemann, ganadora de 4 Premios Óscar en la 25.ª edición.
- Umberto D. película italiana dirigida por Vittorio de Sica.
- Vida de Oharu, mujer galante película japonesa dirigida por Kenji Mizoguchi, ganadora del Premio Internacional del Festival Internacional de Cine de Venecia de 1952.
- Vivir (Iriku) película japonesa dirigida por Akira Kurosawa.

## Ciencia y tecnología
- A.S. Douglas crea OXO, el primer videojuego de la historia.

## Música
- Prokófiev: Sinfonía de la juventud.
- En Estados Unidos, la empresa Gibson Guitar Corporation introduce en el mercado la guitarra eléctrica Gibson Les Paul.
- Alberto Ginastera (Argentina): la Sonata para piano n.º 1, op. 22 fue comisionada por el Instituto Carnegie y la Pennsylvanie College for Women para el Festival de Música Contemporánea de Pittsburgh del año 1952.
- Nueva York, 17 de septiembre. El cantante y actor Frank Sinatra graba su última canción «Why Try To Change Me Now» bajo la dirección de Percy Faith. Para el sello discográfico Columbia Records.

## Deporte

### Juegos Olímpicos
- Del 14 al 25 de febrero se celebran los VI Juegos Olímpicos de invierno de la era moderna en Oslo, Noruega.
- Del 19 de julio al 3 de agosto se celebran los XV Juegos Olímpicos de verano de la era moderna en Helsinki, Finlandia.

### Béisbol
- Liga de Béisbol Profesional de la República Dominicana: las Águilas Cibaeñas se proclaman campeones al derrotar a los Tigres del Licey.

### Boxeo
- En septiembre de 1952 Rocky Marciano noqueó a Jersey Joe Walcott.

### Fórmula 1
- Alberto Ascari se consagra campeón del mundo de Fórmula 1.

### Fútbol
- El FC Barcelona, campeón de la Liga española de fútbol masculina.
- El Real Jaén CF, campeón de la Copa Federación masculina.
- Campeonato Uruguayo de Fútbol: Nacional se consagra campeón por vigesimosegunda vez.
- Fútbol Profesional Colombiano: Millonarios (tercera vez).
- Primera División de Chile: Everton se consagra campeón por segunda vez.
- Venezuela ingresa oficialmente como miembro de la Conmebol.

### Lucha Libre
- Se funda la empresea promotora de lucha libre profesional World Wrestling Entertainment.

## Premios Nobel
- Física: Felix Bloch, Edward Mills Purcell.[6]
- Química: Archer John Porter Martin, Richard Laurence Millington Synge.[6]
- Medicina: Selman Abraham Waksman.[6]
- Literatura: François Mauriac.[6]
- Paz: Albert Schweitzer.[6]